# Rabidosa
Rabidosa is een geslacht van spinnen uit de familie wolfspinnen (Lycosidae).
Er zijn 5 soorten die voorkomen in Noord-Amerika; 4 van de 5 zijn endemisch in de Verenigde Staten. Er is weinig bekend over de Rabidosa- soorten, die alleen spinsel gebruiken om een schuilplaats te bouwen, het spinrag wordt niet gebruikt om prooien te vangen.

## Soorten
De volgende soorten zijn bij het geslacht ingedeeld:
- Rabidosa carrana (Bryant, 1934)
- Rabidosa hentzi (Banks, 1904)
- Rabidosa punctulata (Hentz, 1844)
- Rabidosa rabida (Walckenaer, 1837)
- Rabidosa santrita (Chamberlin & Ivie, 1942)